# Lamk (Pomerania)
Lamk [pronunciación en polaco: /lamk/] es un pueblo ubicado en el distrito administrativo de Gmina Brusy, dentro del condado de Chojnice, Voivodato de Pomerania, en el norte de Polonia. Se encuentra a unos 9 kilómetros al norte de Brusy, a 32 kilómetros al noreste de Chojnice, y a 74 kilómetros al suroeste de la capital regional Gdańsk.
El pueblo tiene una población de 56 habitantes.